# District de Dholpur
Pour les articles homonymes, voir Dholpur (homonymie).
Le district de Dholpur est une subdivision administrative de l'état du Rajasthan, en Inde.